# Arthur Lourié

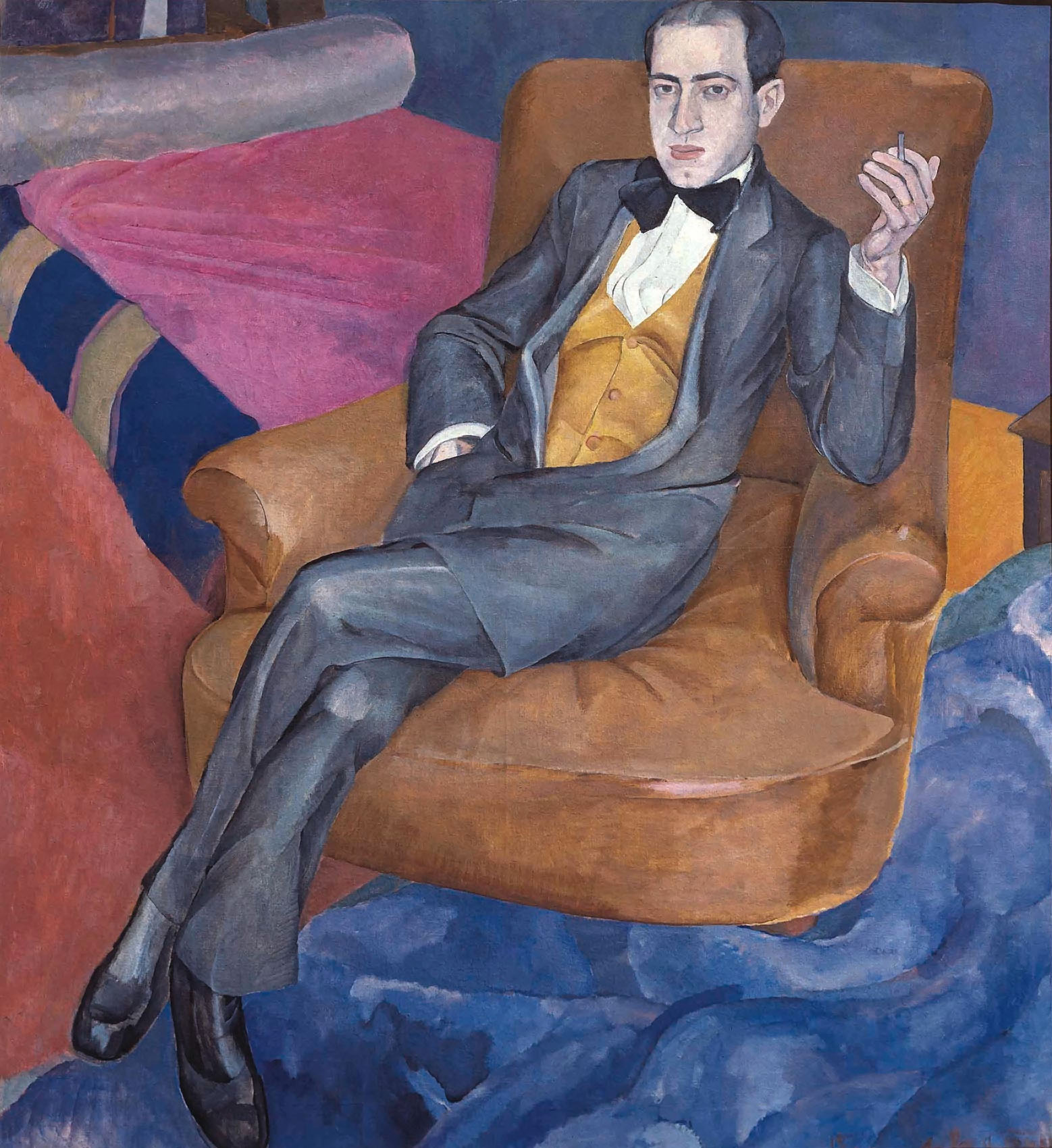
Arthur Lourié, Porträt von Lew Bruni (1915)

Arthur Vincent Lourié (* 1. Maijul. / 13. Mai 1891greg. in Propoisk, Gouvernement Mogiljow; † 12. Oktober 1966 in Princeton, New Jersey) war ein russischer Komponist. Sein ursprünglicher russischer Name war Naum Israilewitsch Lurja (Наум Израилевич Лурья). Er nahm später den Künstlernamen Arthur Vincent Sergejewitsch Lourié (Артур Винцент Сергеевич Лурье) an, in Verehrung von Arthur Schopenhauer und Vincent van Gogh. Lourié gilt als einer der ersten und wichtigsten Vertreter des musikalischen Futurismus.

## Leben
Lurja alias Arthur Lourié wurde in einer jüdischen Familie als Sohn eines wohlhabenden Holzfabrikanten geboren und erlernte schon in früher Kindheit das Klavierspiel. 1913 konvertierte er zum katholischen Glauben. Er studierte am Sankt Petersburger Konservatorium u. a. bei Anatoli Drosdow und Maria Barinowa (einer Schülerin Busonis, den Lourié sehr bewunderte) und gehörte dort mit Prokofjew zu den pianistischen Spitzentalenten. Allerdings verließ er das Konservatorium – mit Alexander Glasunow in kompositorischen Fragen uneins – vor dem Examen. Lourié bildete sich autodidaktisch weiter fort und schloss sich der Gruppe der russischen Futuristen an. Er schloss Freundschaft mit Alexander Blok sowie Anna Achmatowa und war einer der ersten, der Texte dieser Autorin vertonte. Als begeisterter Anhänger der Oktoberrevolution wurde er 1918 als Musikbeauftragter in das Volkskommissariat für Bildungswesen berufen. 1922 kehrte er allerdings von einer Dienstreise nach Berlin nicht mehr in die Sowjetunion zurück – wodurch er dort zur „Unperson“ wurde – und lebte ab 1923 in Paris, wo er freundschaftliche Kontakte mit Igor Strawinski pflegte (woraus später allerdings Feindschaft wurde).
1941 übersiedelte er mit Unterstützung von Serge Kussewitzky in die USA und ließ sich in New York nieder, 1946 erhielt er die amerikanische Staatsbürgerschaft. Er schrieb dort einige Filmmusiken sowie größere Werke, wurde aber kaum aufgeführt.
Die letzten Jahre seines Lebens verbrachte er im Haus des französischen Philosophen Jacques Maritain in Princeton.

## Werke
Louriés frühe Werke sind von Debussy und Skrjabin beeinflusst; bald jedoch entwickelte er expressionistische Ausdrucksmittel, die ihn zu Experimenten mit der Atonalität und 1912 in den Deux poèmes op. 8 zur Anwendung von Zwölftonkomplexen führten. Daher gilt Lourié heute als einer der ersten und wichtigsten Vertreter des musikalischen Futurismus. Als Reaktion auf ein Manifest der italienischen Futuristen um Marinetti schlug Lourié eine Musik der Interferenzen und Ultrachromatik vor. 1915 sprach er sich für die Einführung von Vierteltönen aus und stellte eine Notationsweise mit neuen Notenzeichen für die Erhöhung bzw. Erniedrigung um einen Viertelton und ein „Halb-Auflösungszeichen“ für jedes dieser Zeichen vor. Vielleicht am bekanntesten sind heute die (Pablo Picasso gewidmeten) Formes en l'air für Klavier (1915), die allerdings keine Vierteltöne verwenden.
Bereits um 1917 wandte Lourié sich jedoch wieder deutlich vereinfachten, diatonischen Ausdrucksformen zu, die sich dem Neoklassizismus nähern. Seine späteren Werke (u. a. zwei Opern nach Puschkin) sind vielfach von einer Archaik des Ausdrucks und Traditionen des russischen Volks- und Kirchengesangs geprägt.